# هویا، آلمان
شهر هویا، آلماندر ایالت نیدرزاکسن در کشور آلمان واقع شده‌است.